# بيت شميت (لاعب كرة قاعدة)
بيت شميت (بالإنجليزية: Pete Schmidt)‏ هو لاعب كرة قاعدة أمريكي، ولد في 23 يوليو 1890 في لودين في الولايات المتحدة، وتوفي في 11 مارس 1973 في بيمبروك في كندا.